# Партия недовольных
Партия недовольных или недовольные (фр. Malcontents) — партия, образовавшаяся во Франции в 1573 году, во время религиозных войн; целью которой было установление спокойствия в государстве путём дарования веротерпимости. «Недовольные» вступили в союз с гугенотами и обратились к Генриху III с просьбой созвать Генеральные Штаты для умиротворения страны.

## Участники
Ядро партии составляли искренние патриоты, которым паписты дали название «недовольных». Во главе стояли герцог Алансонский (брат короля), принц Конде, Генрих Монморанси, Данвилль и др. К «недовольным» присоединились и принцы Иоганн-Казимир (пфальцграф Рейнский); король обещал Генеральные штаты, которые были и созваны в Блуа; но паписты одержали там верх.

## Финал
В 1574 году многие из «недовольных» были казнены, а при Дормане (10 октября 1575 года) партия гугенотов и «недовольные» потерпели решительное поражение от Гиза.